# Spui
Lo Spui (pronuncia Spouw) è una piazza che si trova nel centro di Amsterdam, la capitale dei Paesi Bassi. Lo Spui era originariamente un corpo idrico che costituiva il limite meridionale della città fino al 1420, quando il canale Singel venne realizzato come fossato esterno attorno alla città. Nel 1882 lo Spui fu ricoperto e divenne una piazza.
Nel 1996 la piazza è stata rinnovata e oggi è in gran parte riservata ai pedoni. Le linee 1, 2, 4, 5, 9, 14, 16, 24 e 25 del tram si fermano in corrispondenza o vicino allo Spui.
Nello Spui è anche una piazza-mercato con diverse bancarelle dedicate ai libri il venerdì e e all'arte la domenica.
Dallo Spui inoltre si accede, attraverso un portone, al Begijnhof.